# Пуэрто-Барриос
Пуэрто-Ба́рриос, Пуэрто-Ба́ррьос (исп. Puerto Barrios) — город и муниципалитет на востоке Гватемалы, административный центр департамента Исабаль. 
Расположен на южном побережье бухты Аматике, которая является частью более крупного Гондурасского залива, примерно в 297 км к северо-востоку от города Гватемала. Является крупнейшим портом страны на побережье Карибского моря. В городке Санто-Томас-де-Кастилья, который находится всего в 7 км к юго-западу и административно входит в состав муниципалитета Пуэрто-Барриос, расположен терминал, принимающий круизные лайнеры. Кроме того, Пуэрто-Барриас является конечным пунктом шоссе CA9, которое начинается в городе Пуэрто-Сан-Хосе на тихоокеанском побережье и проходит также через город Гватемала. 
Население Пуэрто-Барриос по данным на 2016 год составляет 113 126 человек.